# 天堂II
《天堂II》是來自韓國的線上角色扮演遊戲（MMORPG），開發歷時三年多，最早於2002年E3展發表。世界觀設定在《天堂》的150年前，但比天堂的發行時間晚，兩者間只有世界觀是大致相同的，而與最大的不同是天堂II採用全3D立體畫面，血盟、玩家角色可以進行升級及轉職，較注重職業間搭配，因此深入地城更需與其他玩家組隊合作。

## 遊戲內容
天堂Ⅱ的世界是以建立在兩塊陸地上的三個王國為中心。年輕的國王拉烏爾平定內亂後建立了新興王國─亞丁，自稱為古代艾爾摩瑞丁王國嫡系。另外位於陸地北部的軍事大國─艾爾摩，還有大洋彼岸的西方國家─格勒西亞，這三個王國互相牽制，同時，他們對領土的強烈自治意識，使這三王國陷入了爭奪王位承權的混戰當中......。

### 歷史
亞丁大陸
- B.E 586-546
  - 精靈統治大陸期間。
- B.E 514
  - 說話之島戰勝紀念塔建立慶祝精靈戰勝獸人。
- B.E 3??（2千年前）
  - 席琳神殿完工。
- E.D 0
  - 艾爾摩亞丁帝國建國，史奈曼登基。
- E.D 500
  - 孢子之海建立塔的結界。
- E.D ???（1???年前）
  - 巴列斯與象牙塔的法師於荒原決戰。
- E.D 6??（1000年前）
  - 黑暗精靈族長中計被封印。
- E.D 10??（帝國建立約千年）
  - 巴溫即位皇帝。
- E.D 11??（500年前）
  - 矮人國王率領人民躲避人類和獸人逃往深山，之後王位就一直空懸。
- E.D 1200
  - 精靈長老鐵勒斯提恩率領部分精靈移民因納德立。
- E.D 1?00 （數百年前）
  - 世界樹給予的聖火的啟示，將會誕生淨化世界的少女。
- E.D 159? （50年前）
  - 象牙塔魔法師梅德修斯企圖增強隕石力量而引起動亂。
- E.D 1637 （3年前）
  - 格勒西亞侵略亞丁，三國協定成立。
- E.D 1640
  - 記載舊時代神話的啟示錄出土。
  - 記載絕對幾何學的梅芙石板出土。
  - 渾沌的年代開始。
- E.D 1645
  - 揭開序幕
  - 引起英雄及魔劍產生導火線。
  - 各種族長老們的合作意識，即被稱為奇岩盛會的聚會。
  - 謎樣的第六種族登場。
  - 位於黑暗精靈村莊上方出現原始之島上的強大生物。
  - 渾沌的霸權開始。

### 諸神

#### 創世神
創造之神　殷海薩
由光明之氣匯聚而成，世間萬物最初皆由祂所創造。掌管的屬性為「光」。生性善忌且殘暴，曾多次帶給大陸莫大的災難。創造精靈、矮人及半獸人的最初原型。在人類稱霸大陸後，由於亞丁皇帝　史奈曼所主導的大型宗教改革，被替換為人類的創造主，並代表善之神。
破壞之神　格蘭肯
由闇黑之氣匯聚而成，世間萬物最後皆由祂所毀滅。掌管的屬性是「闇」。生性奔放且隨和，與自己的大女兒席琳曾發生關係，但卻對席琳造成莫大的傷害，在席琳創造「死亡」後，為了幫助席琳，不再毀滅萬物。在看到殷海薩創造種族時，一時興起，將四元素神創造完種族後所剩餘的殘渣，發臭的水之靈魂、將要熄滅的火之靈魂、被污染的荒土之靈魂及無法駕馭的狂風之靈魂，注入自己做的模子中，滿懷著信心與期待地創造了「人類」。但因人類懦弱、蠢笨、狡猾又膽怯，於是受到了眾生靈及諸神的嘲笑，格蘭肯從此不再理會此種族。在人類稱霸大陸後，由於亞丁皇帝　史奈曼所主導的大型宗教改革，被去除了人類創造主的名號，且被代表惡之神。意外的欣然接受了這項改變。

#### 元素神
火之神　帕格立歐
為殷海薩與格蘭肯的長子，掌管的元素是「火」。為驍勇善戰的「半獸人」所祭祀的神。
地之神　梅芙
為殷海薩與格蘭肯的次女，掌管的元素是「土」。為精打細算的「矮人」所祭祀的神
風之神　沙哈
為殷海薩與格蘭肯的次子，掌管的元素是「風」。為愛好自由的「翼人」所祭祀的神。
水之神　伊娃
為殷海薩與格蘭肯的小女兒，掌管的元素是「水」。原為掌管「音樂」與「詩歌」之神，後因席林被剔除水神資格，遞補空缺成為水神。替代祂的姐姐「席琳」，成為善於思考的「精靈」所祭祀的神。
死之神　席琳
為殷海薩與格蘭肯的長女，原先掌管的元素為「水」，後因與格蘭肯發生關係而被逐出天庭，剝奪水神資格，並且被殷海薩追殺。席琳的孩子懷著祂的絕望、詛咒和憤怒誕生於世，那就是「魔物」。而其中又以「龍」族最為強大。在與天庭的大戰中慘敗後，帶著所有的魔物，來到了格蘭肯替她所創造的「死亡」世界。

### 種族

#### 玩家種族
人類（HUMAN）
人類是具有多樣性和創造性的種族。在神創造的種族中他們原本是最弱的，但是他們依靠自己的力量開拓未來現在已經凌駕於陸地上所有種族之上了。他們多數從事上層工作而且具有組織協調各方面的能力。人類為格蘭肯由創造其他四種種族後所餘下的發臭的水之靈魂、將要熄滅的火之靈魂、無法駕馭的狂風之靈魂、被污染的荒土之靈魂所創造出，格蘭肯原以為聚集了四種元素所創造出的種族能夠比其他種族更為強大，但是卻遠不如他所料想。在巨人時期人類被當作奴隸使喚，生活跟家畜相差無幾，數量驚人。
精靈（ELF）
精靈是遠古水之神席琳與光之神殷海薩創造出來的種族，由於席琳被逐出眾神之位，由藝術與音樂之神伊娃接替，因此精靈一族將伊娃奉為主神。精靈生性愛好自然，全族的使命是守護日漸凋零的世界樹。精靈擁有最高的敏捷和魔法造詣，迅捷的身手和最快的施法速度是精靈最大的優勢，能夠以最快的速度反應周圍的變化，並以速度取得制敵先機。
黑暗精靈（DARK ELF）
黑暗精靈是追隨最初的水之神，也就是現在的死神席琳的種族。原本是精靈種族中的一支，在精靈與人類之間的這場戰爭失敗後，為了獲得重新戰勝人類的力量，他們在修練格蘭肯的黑暗魔法過程中，踏入了魔道。外形與精靈大體相似，但是比一般精靈的身型高，有著褐色的皮膚和銀色的頭髮。黑暗精靈為精靈中的褐色精靈一族中所分化出來，曾與白精靈進行過戰爭，後來遭到白精靈的詛咒使他們的森林開始腐爛，不能見天，皮膚變黑，頭髮變白。天堂二中的黑暗精靈膚色為藍灰色，不同於天堂中的古銅色。玩家簡稱為黑妖。
半獸人（ORC）
火的種族半獸人是所有神的創造物中肉體和力量最強勁的種族。巨人滅亡後一度推翻精靈的統治，稱霸陸地。後來被精靈與人類的聯軍擊敗，現在生活於陸地北端的嚴寒地帶。半獸人為殷海薩利用帕格立歐的火之靈魂創造出的種族，力量強大，在巨人時期負責戰鬥。
矮人（DWARF）
大地上的矮人是富有創造性的種族，他們擁有充沛的體力和精湛的技藝。巨人滅亡後，他們採取"投靠強者"的政策路線，現在被所有種族唾棄、孤立。但是，他們就像一個龐大的社會組織，即使在人類統治大陸的今天，其經濟實力和組織能力仍然是非常強的。矮人的職業大致分為收集材料的收藏家和用材料製作物品的工匠這兩類。矮人為殷海薩利用梅芙的土之靈魂創造出的種族，手巧且計算快速準確，在巨人時期負責金融業與工業。另外矮人在遊戲中沒有法師類的職業，唯一能使用的魔法為包紮術。
闇天使（KAMAEL）
被創造出來的種族，原本是巨人用來對抗神的工具，卻不知是什麼原因被封印了起來，在千百年之後隨著英魂之島重現人間，封印也被解開，各族為了拉攏闇天使加入已方勢力，不斷派出使者前往英魂之島，而闇天使的出現是否能為戰火不斷的亞丁大陸劃下終結的序曲呢？闇天使擁有血紅的曈孔與白色的單翼，與生俱有過人的戰鬥能力，並屬於黑暗屬性，所以接受治癒魔法效果比其他種族低。闇天使一族並非神所創造的，來自於巨人創造的生命體。天生有著原罪的肉體，只能裝備輕裝且受治癒能力差，並且副職業系統也完全獨立。另外闇天使也是唯一性別會影響角色能力與職業的種族。
翼人（ERTHEIA）
翼人為殷海薩利用沙哈的風之靈魂創造出的種族，喜歡自由自在、不受拘束，在巨人時代中巨人本想讓他們常伴左右，但是翼人關在籠子裡太久會病死，所以巨人只好給他們自由，在城鎮中穿梭扮演著如風一般傳遞訊息的角色。在種族戰爭中不願參予任何一方而飛到深山躲了起來，不久將來會回歸大陸。

#### 非玩家種族
低等獸人
比起高智能的支配階級榮耀獸人，其他部族的獸人給予人一種野蠻或粗野的印象。他們也繼承了獸人的共通特質，那就是強健的體魄展現。對於他們使用武器比起魔法來說要來的自在，並且是一股能夠造成威脅的勢力。獸人，精靈和矮人都屬於偉大的種族。巨人的時代結束之後，曾一時與與精靈敵對企圖掌握霸權。之後被精靈-人類聯軍攻克，並驅逐到黑森林，這個時候獸人的統治階級榮耀獸人與其他背叛的聯合部族脫離。之後的四部族幾乎快要被滅亡，受到矮人的保護得以活到現在。這些獸人與榮耀獸人最大的區別在於，他們自稱自己才是最強獸人，在遊戲之中玩家只能選擇扮演榮耀獸人，低等獸人在遊戲中多為怪物，少數為友善的NPC。
賽勒諾斯
賽勒諾斯是羊頭人身的獸型人，雖然是怪獸，他們的武器與衣著的豐富與華麗性可以顯示他們與人類具有相同的智力。賽勒諾斯是遊牧民族，過著在大陸各地流浪的生活。他們一直過著這種生活直到古代巨人時代的初期，巨人滅亡之後，一支部族停止流浪，漸漸形成了村落。他們擁有與人類相比擬的智能，力量僅次於獸人。雖然擁有這種能力，他們溫厚的性格卻從來沒有將自己的勢力投入戰爭，因此也沒有在歷史上稱霸過。之後不幸降臨在他們身上，人類當以高價購買賽勒諾斯的毛髮當作加工品的材料，從這時候人類開始無差別的進行捕殺，從太古時代就一直過著和平生活的賽勒諾斯，由於生存受到威脅，不得不武裝自己與人類對抗。
豺狼
從西方的格勒西亞大陸所來的侵略者，在亞丁及艾爾摩大陸上燒殺擄掠為害。
司塔卡拓
一種長得很醜的蟲類生物，以女王為首擁有龐大的組織。主要分成克魯瑪沼澤的沼澤司塔卡拓，因納得利地區分布的刀刃司塔卡拓，悲鳴的沼澤出現的尼多司塔卡拓、釘刺司塔卡拓與思布林特司塔卡拓，諸神的熔爐出現的緋紅司塔卡拓等。

### 地理

#### 亞丁地區

##### 亞丁領地
亞丁城為亞丁地區首都
傲慢之塔
古代艾爾摩亞丁帝國皇帝巴溫，因妄想要到神居住的天上，動用全國力量興建永恆之塔，因而觸怒了殷海薩，最後巴溫被下了不死的咀咒，永遠被困在塔頂，親眼看着自己的帝國崩潰。結果巴溫發瘋，變成貌似怪物而極為醜陋樣子。自此人們便把這座塔叫作傲慢之塔。
毀壞的城堡
原本為抵抗東方的阿貝拉，和對面的艾爾摩入侵而興建的大型城堡，經過跟艾爾摩王國的無數場戰鬥後，變成一座頹垣敗瓦的廢墟城堡。城堡內幾乎已全部毀壞，居民亦給艾爾摩軍隊在井中投毒而全被殺害。自此，這城堡便被人們稱為亡靈出沒之不祥地，沒有人敢接近。
歐瑞領地
主要的軍事防禦基地
孢子之海
孢子之海在過去是精靈和人類的激烈戰場，它的痕跡依然處處所見。為了阻擋腐海的領土擴張而設立的結界塔，仍由象牙塔的魔法師們管理，在其中央殘留過去精靈為了與人類戰爭而使用的創世水和克魯瑪的背殼，日漸成為各種植物和霉菌的繁殖要地。大致上讓人聯想到白色沙漠的這一片荒涼又美麗的地方，白孢子猶如從天空落下的白雪般飄散，具有安寧又平靜的氣氛。
象牙塔
象牙塔豎立於巨大噴火口模樣的洞穴中央。地下，中央的納伯萊易特商店安置在一起，並嚴禁一般人接近。其內部虔誠又嚴肅，有術師公會和半獸人公會，傳說也有通往異空間的通道存在。主要怪物：在象牙塔周圍有很多被隕石的力量吸引而聚集的魔法生物。而且象牙塔魔法師的研究實驗體中有些逃亡出來的生物，甚至威脅到周遭的冒險家。
獵人村莊
亞丁的南部地區為常有危險的怪物出沒的地區，吸引了為找尋稀奇珍貴的獵物或賺取懸賞金的獵人們，定居的人數逐漸增加，自然而然形成了城鎮。間諜和暗殺者的組織主盜賊公會的根據地也在此。
精靈谷
在獵人村莊的北部可直達精靈谷，自從艾爾摩亞丁的貴族之間，流行收集貴重的精靈粉末或翅膀，因而遭受大量獵殺，甚至已面臨滅種的危機，但是妖精王奧貝里烏斯率領種族遷居到這裡來，一直隱居生活至今。他們非常害怕被人類發現，因此很少到峽谷以外。
古魯丁領地
前往說話之島的門扉，有著各式各樣的狩獵地點，是適合開始踏上旅途的玩家，脫離新手時代開始冒險的地方。
遺忘神殿
遺忘神殿位在古魯丁村莊的東南方與荒原處，入口處為石洞中故不易被冒險家所辨別；遺忘神殿當中不論在怪物或場景方面呈現水與火的二極的屬性。

##### 奇岩領地
奇岩城為亞丁地區經濟重心
狄恩城鎮
主要冒險者的主要據點
克魯瑪高塔
遠古神話時代巨人所留下來的超文明遺跡，但是在無知的巨人向殷海薩挑戰後，卻被盛怒的殷海薩全部驅逐到世界的最東邊，塔內只剩下橫行的怪物與巨人所遺留下來的人工生命體。特別的是，此高塔是從地底建造起的建築物。
芙蘿蘭村莊
狄恩領地西南方的小村落，不受狄恩領主的管轄與保護，追求自由的人們在此居住開墾著，當地也有居民所組成的民兵隊，維護附近的治安與抵禦怪物的襲擾。
因納得立
由亞丁王國宣佈成立的時候，因納得立地區便已屬於亞丁王國的領地之內。

##### 水上都市海音斯
建立在原本是海灣的水上都市，水光和建築物互相輝映，形成美麗的景觀。村莊各處都有溪流，整體上由明亮壯觀的石造建築物所構成的村莊，都市裡住著人類和精靈。
寧靜平原
相傳古時是由跟隨席琳的精靈管理這地區的，但自從失去席琳的踪影後，便由伊娃接管成為新主人。精靈不能拋棄席琳而接受新主人伊娃，但又無法對抗神的決定，自此日夜苦惱的她，便開始隱居起來。而平原亦因而變得失去以往昆蟲鳥兒們的歌聲，好像連蘆葦的竊竊私語聲都不再聽到的寂靜地方。
細語平原
位於寧靜平原南方，比人更高的蘆葦叢和清涼的海風，配合悅耳鏗鏘的歌鳥聲，一直以來是情侶們浪漫約會的最佳地方。從前有一個年青的鐵匠助手和有甜美嗓音的少女相戀，儘管他倆十分匹配，但由於遭到別人的鄙視，最後少女逃跑到細原平原，因不小心跌落深淵而死。喜歡音樂和詩歌的伊娃憐憫這個少女，讓她化身為水之精靈。從此便有一個傳說流傳著，只要在這片平原上談情說愛，便可成真。
伊娃的水中庭園
水之女神在大陸上最大的因納得立湖泊建立宮殿，長居在湖泊上。為防止人類闖入，便把入口建造成複雜的迷宮，又安排很多危險的怪物鎮守。
鱷魚島
很早前由阿貝拉地區引進的鱷魚，由於過度繁盛，造成對附近的居民威脅。因為牠們凶猛成性，不易對付消滅，所以附近的居民的活動範圍不大，只會偶爾一起乘船出海。
海賊隧道
由奇岩通往海盜王扎肯居住的惡魔島的地下隧道。隧道是由扎肯的奴隸工人，改造天然的洞穴而成。完成後，扎肯殺死了所有參與工程的奴隸，所以那裡經常有奴隸的冤魂出沒，而且更設置了很多危險的陷阱和圈套，所以洞內是個危機四伏的地方。
惡魔島
臭名遠播的海盜札肯，為尋獲古代巨人的寶物而到了惡魔島。但在尋寶期間，因為失去部下的信任和名望，被部下長困在島上。後來札肯利用古代巨人的力量，達到不死境界，但因為使用方法不正確而產生副作用，最後更失去自我，變成不斷吸喝人血的吸血鬼。

##### 說話之島（人類出生地）
在古魯丁西南海岸外不遠處，聚集許多實習祭師和初級魔法師的地方就是說話之島，此島是過去精靈族支配大陸時，為教導人類學習魔法而創設學校的地方。精靈們離開後，在魔法師安赫班特的指導下，幾名像樣的魔法師建立了魔法學校，是培育有資質的人成為魔法師的修練場所。另外，自從歷史悠久的亞丁王國「賽德里訓練所」的分校建在此島上之後，實習祭師為了訓練因此紛紛移居至此島。

##### 精靈村莊（精靈出生地）
自太古渾沌初開，精靈們所住的村莊就一直在世界樹的保護下。自從被人類背叛後，為了保護自己，精靈一族的12名長老在森林周圍設下了強力的結界，阻止其它的種族接近。但在與黑暗精靈的戰爭中，有7名長老喪生，因此精靈森林的結界力量已不如當初了。慢慢有一些年輕精靈們認為與外界斷絕往來是無法生存的，這樣的主張漸漸被其它精靈所接受，因此現在結界已完全解除，長期以來不為人知的精靈住處隨之曝光。

##### 黑暗精靈村莊（黑暗精靈出生地）
黑暗精靈的村莊位於雲霧山脈Y字型分叉處北面山坡的巨大石洞中。因為森林已被妖精們居住的關係，不能曬太陽的黑暗妖精靈們就來到雲霧山脈的深山內居住了下來，這裡佈滿陰森和詭異的氣氛。村莊建築在巨大石洞中的鋼鐵支架上，村莊上方有一層黑暗氣團籠罩。在鐵架下是陰暗的湖水，席琳的巨大塑像就矗立在湖水的正中央。村莊雖然一片漆黑，但是黑暗精靈仍然可以藉由席琳巨大塑像指尖所散發的光芒來毫無障礙的看到周圍景物。

#### 艾爾摩地區

##### 魯因領地
魯因城為艾爾摩地區首都
邪教神殿
位於魯因城鎮的邪教神殿，侍奉4大天王之一的惡魔帝雷歐的魯因的貴族們在魯因城鎮地下寬廣的下水道區域建造了帝雷歐神殿。
猛獸放牧場
位於魯因城鎮北方的猛獸放牧地，剛開始是為了培養軍用猛獸而設立的小規模牧場，但是那些軍用猛獸的發育不穩，性質兇猛，使人類無法完全的控制牠們。
聖者之谷
位於魯因城鎮東北方的聖者之谷，從艾爾摩亞丁帝國時代開始，專門埋葬擁有聖者稱號的聖職者。
沉默修道院
位於聖者之谷右側的沉默道修院是與邪教神殿對應的地下城，由殷海薩的信徒們建造而成。
悲鳴的沼澤
魯因城鎮東邊，走過亡者的森林，就可到達悲鳴的沼澤。司塔卡拓與艾爾摩王國進行戰鬥而戰敗後，為了擴張自己的領土而在悲鳴的沼澤中，慢慢的建立著自己的勢力。
司塔卡拓巢穴
位於悲鳴的沼澤右方的司塔卡拓巢穴是奄奄一息的司塔卡拓女王與部下們居住的地下洞穴。
原始之島
位於魯因城鎮南方，生存著不明生物的原始之島。

##### 高達特
巴瑞卡賽勒諾斯和肯特拉獸人的主要駐屯地
巴瑞卡賽勒諾斯兵營
位於高達特南部、高達特城鎮西部的巴瑞卡賽勒諾斯兵營，是賽勒諾斯種族中，擁有最優秀的智能及武力的巴瑞卡賽勒諾斯的部族。
肯特拉獸人前哨基地
位於高達特城鎮北方的肯特拉獸人前哨基地是獸人種族中，最危險、最好勝的肯特拉獸人的部族。
亞爾古斯之壁
據說擁有千眼的巨人亞爾古斯，因惹惱了殷海薩而被關在岩壁中，此地因而取名為亞爾古斯之壁。
帝國之墓
高達特領地東邊的帝國之墓是艾爾摩亞丁王族的祕密墓地，入口處位在亞爾古斯之壁。
溫泉地帶
位於高達特領地北邊的溫泉地帶，與東邊諸神的熔爐及火山地帶鄰近，因此比起其他高達特地區溫暖，因地下有熱氣流過，使此地處處都有溫泉湧出。
諸神的熔爐
位於高達特領地東北的諸神的熔爐有個可通往火龍巴拉卡斯的巢穴的入口，而此地區受到火龍的影響，使該地區以火及熔岩形成，怪物也都是施展火屬性的攻擊。
野獸的庭園
高達特城鎮週邊有許多沒有被馴服的野獸。
死靈的關口
死靈的關口位於高達特與魯因的警戒地區，曾經有一群人去攻打悲鳴的沼澤時死亡，而他們的靈魂就聚集在此地。

##### 里歐
半獸人村莊的主要領地

##### 半獸人村莊（半獸人出生地）
半獸人村莊位於不滅高原之頂，村莊四周盡是高聳堅固的圍牆，所以與其說是生活的地方，到不如說是軍事要塞來的貼切。村莊中央的帕格立歐烽火台上熊熊火焰從未熄滅過，因為他們信奉「力量」和「火焰」，而這正代表著他們的信仰。村莊內建築物設計單調簡潔並且異常堅固，散發著濃厚的戰鬥氣息。半獸人們在此地不斷反復進行自發式的軍事訓練，期望有朝一日能重新掌控大陸的霸權。

##### 修加特
矮人村莊的主要領地

##### 矮人村莊（矮人出生地）
四周被群山阻隔，與世隔絕士伯吟礦山地帶，隱藏著一個不為人知的村莊，這就是矮人的重鎮。矮人雖然崇拜大地之神梅芙，經濟上也很寬裕，但是梅芙神殿的建築風格卻非常樸素。在村莊廣場中央另一邊，為了頌讚勇士魯西恩擊敗地蟲，樹立了一座「地蟲斬殺者-魯西恩」的銅像。在這深山出生的矮人，為了達成使用經濟力量掌握霸權的目的，至今仍然汲汲於生產活動。
寒冬迷宮
位於修加特城東南方的寒冬迷客是由山谷構成的野外狩獵場所。
冰雪女王之城
位於修加特城東南面的冰雪女王之城可經由寒冬迷宮進入。
惡靈巢穴
位於修加特城南方的惡靈巢穴，羅格那獸人透過巴蘭卡的魔法力量利用惡靈與昆蟲們來擴張其勢力的地區。
掠奪的荒野
位於修加特城東方的掠奪的荒野是將矮人村莊與修加特城鎮用鐵路連接起來的重要交通要地。
恥辱墓地
位於修加特城西南方的恥辱墓地是從半獸人村莊通往修加特城的通路。
帕比爾遺跡
位於修加特城南面的帕比爾遺跡是叫做帕比爾的巨人曾經研究氣候現象的研究所。

#### 格勒西亞地區
裂縫戰場
不滅之種
破滅之種
殄滅之種
業火之種

## 遊戲版本
| 版本   | 中文名稱                     | 韓國改版日期               | 台灣改版日期              |
| -      | 封閉測試                     |                            | 2003年11月21日            |
| 序章   | 開放測試                     |                            | 2004年1月13日             |
| 序章   | 混沌的年代-魔法之塔 試煉重生 | 2003年9月24日              | 2004年3月3日              |
| 序章   | 正式收費                     |                            | 2004年5月7日              |
| 初章   | 混沌的年代-勝者呼喊 攻城宣戰 | 2004年1月28日              | 2004年7月6日              |
| 貳章   | 混沌的年代-光彩盛年          | 2004年8月11日              | 2004年12月7日             |
| 參章   | 混沌的年代-黑暗甦醒          | 2005年3月2日               | 2005年5月18日             |
| 肆章   | 混沌的年代-王者淬煉          | 2005年10月26日             | 2006年2月21日             |
| 伍章   | 混沌的年代-誓血盟約          | 2006年6月1日               | 2006年8月22日             |
| 序幕   | 霸權王座-霸權之戰            | 2006年12月3日              | 2007年3月20日             |
| 初幕   | 霸權王座-闇天使              | 2007年8月16日              | 2007年12月14日            |
| 初幕   | 霸權王座-神人巴列斯          | 2007年12月12日             | 2008年4月1日              |
| 貳幕   | 霸權王座-格勒西亞            | 2008年4月30日              | 2008年7月29日             |
| 貳幕   | 霸權王座-繽炫風              | 2008年7月30日              | 2008年11月11日            |
| 貳幕   | 霸權王座-破滅國境            | 2008年11月26日             | 2009年4月7日              |
| 貳幕   | 霸權王座-聖翼使命            | 2009年6月26日              | 2009年9月23日             |
| 貳幕   | 霸權王座-冰心芙蕾雅          | 2010年2月3日               | 2010年5月26日             |
| 特別篇 | 嗨翻天-Part.1                | 2010年7月7日               | 2010年12月22日            |
| 特別篇 | 嗨翻天-Part.2                | 2010年8月25日              | 2010年12月22日            |
| 特別篇 | 嗨翻天-Part.3                | 2010年10月27日             | 2011年3月16日             |
| 特別篇 | 嗨翻天-Part.4                | 2010年12月15日             | 2011年4月20日             |
| 特別篇 | 嗨翻天-Part.4+               | 2011年1月16日              | 2011年4月20日             |
| 初章   | 毀滅女神-覺醒新生            | 2011年6月15日              | 2011年11月23日            |
| 初章   | 毀滅女神-夢幻的調和          | 2011年10月19日             | 2012年2月8日              |
| 貳章   | 毀滅女神-塔武提              | 2012年1月11日              | 2012年5月23日             |
| 貳章   | 毀滅女神-榮耀覺醒            | 2012年4月25日              | 2012年10月11日            |
| 特別篇 | 天二插曲-迴響(Echo) Part.1   | 2012年6月20日              | 2013年1月9日 2013年2月6日 |
| 特別篇 | 天二插曲-迴響(Echo) Part.2   | 2012年7月4日               | 2013年1月9日 2013年2月6日 |
| 特別篇 | 天二插曲-迴響(Echo) Part.3   | 2012年7月25日              | 2013年1月9日 2013年2月6日 |
| 特別篇 | 天二插曲-迴響(Echo) Part.4   | 2012年8月8日               | 2013年1月9日 2013年2月6日 |
| 特別篇 | 天二插曲-迴響(Echo) Part.5   | 2012年8月22日              | 2013年1月9日 2013年2月6日 |
| 叁章   | 毀滅女神-林德拜爾-西風波動   | 2012年10月31日             | 2013年6月13日             |
| 叁章   | 毀滅女神-林德拜爾-西風支配者 | 2012年11月28日             | 2013年6月13日             |
| 叁章   | 七封印復甦                   | 2013年3月21日 (測試伺服器) | 2013年11月27日 (潛能甦醒) |
| 肆章   | 毀滅女神-插曲                | 2013年5月22日              | 2013年11月27日 (潛能甦醒) |
| 伍章   | 毀滅女神-狩獵王者            | 2013年8月21日              | 2013年11月27日 (潛能甦醒) |

## 系統要求
| 建議配備 | 建議配備                                                |
| -------- | ------------------------------------------------------- |
| 作業系統 | Windows XP 32bit/Vista 32bit/Windows 7 32bit            |
| DirectX  | DirectX 9.0c 以上                                       |
| CPU      | core2 Duo 6300 以上                                     |
| 主記憶體 | 4 GB 以上                                               |
| 硬碟空間 | 30 GB 以上                                              |
| 顯示卡   | nVidia Geforce 7600GT／AMD[ATI] Radeon X1800 以上顯示卡 |
| 網路連線 | ADSL或Cable Modem                                       |
| 其它     | Internet Explorer 6以上 Windows Media Player 9.0以上    |

| 最低配備 | 最低配備                                                   |
| -------- | ---------------------------------------------------------- |
| 作業系統 | Windows XP 32bit/Vista 32bit/Windows 7 32bit               |
| DirectX  | DirectX 9.0c 以上                                          |
| CPU      | Pentium 4 3.0GHz 以上                                      |
| 主記憶體 | 2 GB 以上                                                  |
| 硬碟空間 | 30 GB 以上                                                 |
| 顯示卡   | nVidia Geforce 6600GT／AMD[ATI] Radeon X1600pro 以上顯示卡 |
| 網路連線 | ADSL或Cable Modem                                          |
| 其它     | Internet Explorer 6以上 Windows Media Player 9.0以上       |

## 營運概況

### 台灣
台灣封測期間
吉恩立公司於2003年11月21日〔2007年1月正式轉為NCsoft 台灣子公司，此前是「NCsoft」與「遊戲橘子」所合資成立。〕開始發放封閉測試光碟，只提供5000位玩家可以獲得，並於21日中午12點開始封閉測試，各拍賣網站上陸續出現「天堂II封閉測試版」光碟的競標網頁，並且網路電子郵件上也流傳著販售「天堂II」主程式的大補帖，一片要價399元，拍賣網站甚至出現封閉測試版光碟喊價到高達新台幣2000元。在2004年1月11日中午12點正式關閉封閉測試，並且刪除所有封閉測試帳號。

2003年12月獲得韓國「2003大韓民國遊戲大賞」的「總統獎」及「最佳美術」二項大獎。
台灣公測期間
2004年1月13日，上午11點開放公開測試帳號申請，在開放的期間達到3萬3千人的同時上線高峰。1月30日會員人數達到57萬人且同時在線人數突破7萬人，創下同時上線人數新高峰。
NCSOFT開發的《天堂2M》3月24日來台直營，迄今預約登陸玩家已破300萬人。

## 外部連結
- 韓國天堂II官方網站 
- 日本天堂II官方網站 （页面存档备份，存于） （日語）
- 美國天堂II官方網站 （页面存档备份，存于） （英文）
- 台灣天堂II官方網站 （页面存档备份，存于） （繁體中文）
- 中國大陸天堂II官方網站 （页面存档备份，存于） （简体中文）
- 天堂IIM中文官方網站 （页面存档备份，存于） （繁體中文）